# Tsetsebjwe
Tsetsebjwe – wieś w Botswanie w dystrykcie Central. Według spisu ludności z 2011 roku wieś liczyła 4393 mieszkańców.